# Karrantza
Pour les articles homonymes, voir Carranza.
Karrantza ou officiellement Karrantza Harana / Valle de Carranza est une commune de Biscaye dans la communauté autonome du Pays basque en Espagne.

## Toponymie
La première mention écrite de « Carranza » apparaît dans la Crónica d'Alphonse III (Xe siècle), où elle mentionnée comme « Carrantia ». Selon ce texte, Carranza a été un des lieux peuplés pendant le règne d'Alphonse I (VIIIe siècle) par le roi asturien. La signification étymologique ou l'origine du toponyme Carrantia est inconnue. Certains le considèrent comme un toponyme d'origine indo-européenne, d'autres basque (par exemple har handia, grande roche en basque).
Le toponyme a subi une évolution phonétique tout au long des siècles : Carrantia → Carrança → Carranza. Carranza a été la façon habituelle et officielle d'appeler la vallée dans les derniers siècles.
Le nom basque de la vallée Karrantza est phonétiquement similaire à l'ancienne façon de prononcer le toponyme Carrança  en castillan, mais adapté aux règles orthographiques modernes du basque (euskara). Cette manière ancienne de prononciation a été conservée dans les zones bascophones de Biscaye.
En 2001 la mairie a adopté l'actuelle dénomination officielle bilingue de Karrantza Harana / Valle de Carranza.

## Démographie

### Quartiers
Les quartiers de Karrantza sont: Ambasaguas, Bernales, El Callejo, La Cerca, Concha, El Suceso, Herboso, La Calera del Prado, Lanzas Agudas, Manzaneda de Biáñez, Matienzo, Molinar, Pando, Paúles, Presa, Rioseco, San Cipriano, San Esteban, Sangrices, Santecilla, Sierra et Soscaño.
Karrantza a subi une diminution dans sa population à partir de la dernière moitié du XXe siècle. L'évolution de son recensement a été la suivante :
| Évolution démographique entre 1900 et 2004 | Évolution démographique entre 1900 et 2004 | Évolution démographique entre 1900 et 2004 | Évolution démographique entre 1900 et 2004 | Évolution démographique entre 1900 et 2004 | Évolution démographique entre 1900 et 2004 | Évolution démographique entre 1900 et 2004 | Évolution démographique entre 1900 et 2004 | Évolution démographique entre 1900 et 2004 | Évolution démographique entre 1900 et 2004 | Évolution démographique entre 1900 et 2004 | Évolution démographique entre 1900 et 2004 |
| 1900                                       | 1910                                       | 1920                                       | 1930                                       | 1940                                       | 1950                                       | 1960                                       | 1970                                       | 1981                                       | 1991                                       | 2001                                       | 2004                                       |
| ------------------------------------------ | ------------------------------------------ | ------------------------------------------ | ------------------------------------------ | ------------------------------------------ | ------------------------------------------ | ------------------------------------------ | ------------------------------------------ | ------------------------------------------ | ------------------------------------------ | ------------------------------------------ | ------------------------------------------ |
| 4 237                                      | 4 463                                      | 4 506                                      | 4 458                                      | 4 479                                      | 4 687                                      | 4 490                                      | 3 953                                      | 3 392                                      | 3 149                                      | 2 887                                      | 2 884                                      |
| Source: Karrantza                          |                                            |                                            |                                            |                                            |                                            |                                            |                                            |                                            |                                            |                                            |                                            |

## Histoire
Dans la vallée de Karrantza, on trouve une multitude de monuments mégalithiques comme des dolmens ou tumulus. En 1904, ont été découvertes les gravures dans la grotte de Ventalaperra, dans le quartier de Molinar, ainsi que quelques artéfacts archéologiques. Ce même environnement avait été étudié au début du XXe siècle par José Miguel de Barandiarán.
Karrantza est déjà été nommé « Carrantia » dans la Crónica d'Alphonse III comme lieu pendant le règne d'Alphonse Ier (VIIIe siècle).
Dans plusieurs anciens documents, Karrantza sera appelé Carrantia ainsi que Carrandia. Bien que le terme paraisse clairement d'origine latine, il n'existe pas de consensus sur sa signification.
Tout au long du dernier millénaire les historiens ont rassemblé différentes lignées dans la vallée, dont les noms survivent encore dans des toponymes de quartiers et dans des noms de famille actuels, comme Ahedo, Bringas, Concha, Aldeacueva, Gil ou Negrete.

## Tourisme
Karrantza est une commune éminemment rurale, avec une grande importance du secteur primaire et spécialement de l'élevage, bien que les derniers temps elle a eu une importance particulière pour le tourisme et l'industrie en rapport avec le premier secteur (élevage).
Dans les galets de Ranero on trouve la grotte de Pozalagua, qui abrite la seconde plus grande concentration de stalactites excentriques du monde, derrière la Cueva cántabra (grotte cantabre) du Soplao. Dans ses environs se situe la Torca du Carlista, cavité qui contient la plus grande salle souterraine naturelle d'Europe et la troisième du monde. Cette torca est uniquement accessible aux spéléologues.
Le quartier de Biáñez possède un parc thématique du monde animal appelé Karpin Abentura qui présente des reproductions de dinosaures appelés Terrasauros, et un parc écologique avec des animaux ibériques connus comme Animalia Karpin.
D'autres lieux d'intérêt sont :
- le Musée de l'église San Andres de Biáñez
- l'ermitage du Santo
- le Palace de Villapaterna
- le Palace Trevilla (connu aussi comme palais de Prieto d'Ahedo)
- le Palace Vicario, ou l'ancienne maison-tour Elkano.

## Ressources naturelles
Parmi les ressources naturelles les plus remarquables de la Vallée de Carranza on trouve l'environnement de Ranero et d'Armañón, déclaré Parc Naturel en septembre 2006.
D'autre part, les montagnes d'Ordunte ont été cataloguées comme Lieu d'intérêt Communautaire et récemment inclus dans le Réseau Natura 2000. Les montagnes d'Ordunte sont reconnues pour leur richesse naturelle, et pour loger un écosystème aux caractéristiques particulières, avec les sols humides et une multitude d'espèces animales et végétales protégées. À souligner la présence de la Droséra, une Plante carnivore.
Pendant la sixième législature, le Département de l'Industrie du Gouvernement basque a proposé la cordillère d'Ordunte comme placement pour un Parc éolien. Les mouvements sociaux et les groupements écologistes, dirigés par la plate-forme des citoyens Karrantza Naturala, ont conduit une opposition au projet du parc éolien qui a été prolongé pendant trois années, jusqu'à ce que la Députation de Biscaye d'abord, le Département de l'Environnement du Gouvernement basque finalement rejettent le cadre industriel d'Ordunte pour le considérer incompatible avec la préservation des valeurs naturelles de la zone.

## Personnalités liées à la commune
- Víctor Erice (Karrantza, Biscaye, 30 juin 1940): cinéaste
- Teresa Ahedo (Karrantza, Biscaye): artiste peintre
- Karlos Santisteban (né le 29 février 1960, Karrantza): écrivain
- Gustavo Sainz : dessinateur
- Gerardo Viana : danseur

## Photos de Karrantza

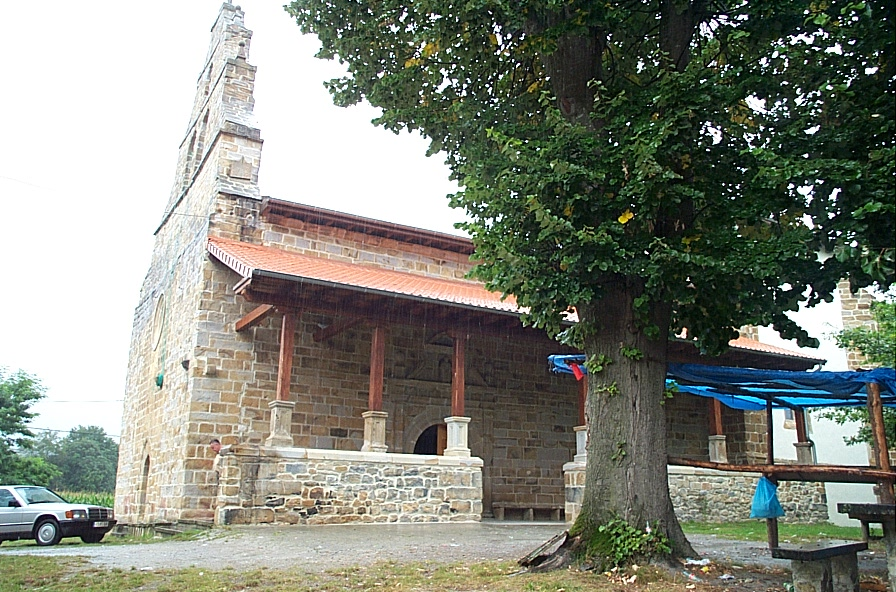
Basilique San Esteban
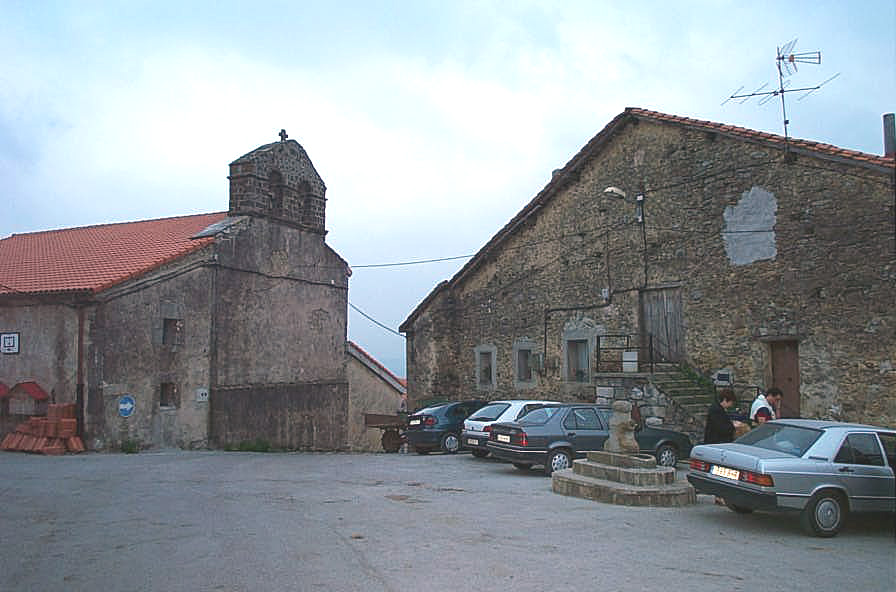
Ranero
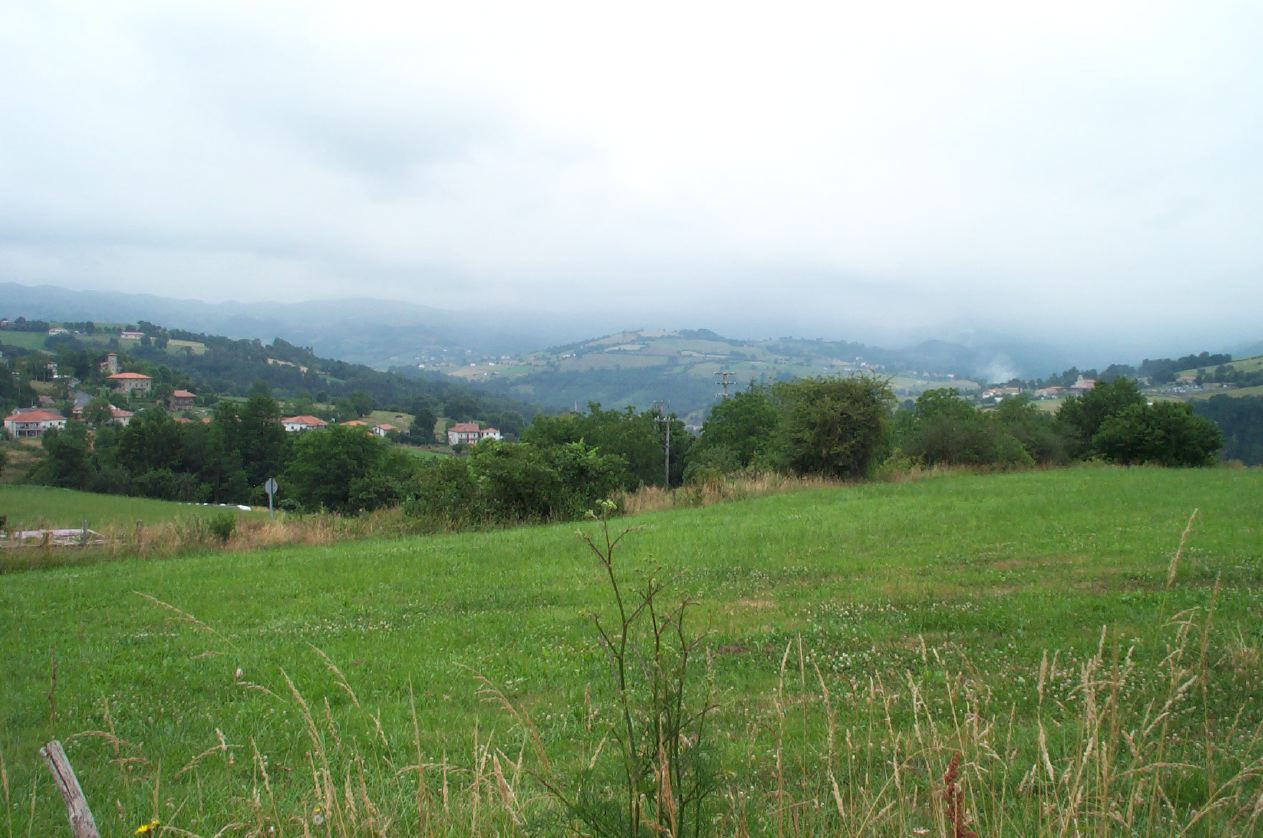
Vue générale de Karrantza
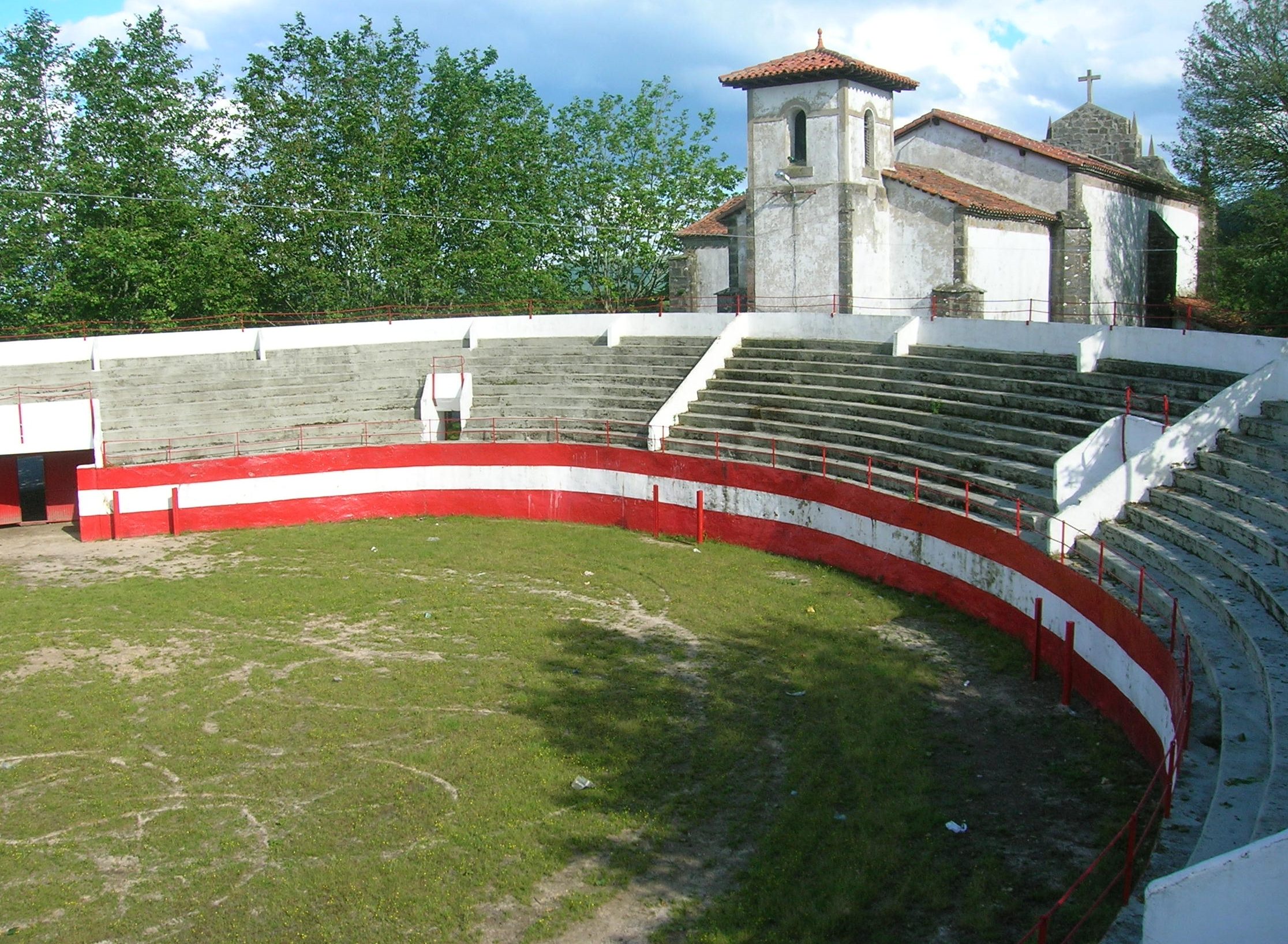
Arênes de Karrantza

### Sources
- (es)/(eu) Cet article est partiellement ou en totalité issu des articles intitulés en espagnol « Carranza » (voir la liste des auteurs) et en basque « Karrantza » (voir la liste des auteurs).

- (ca) Cet article est partiellement ou en totalité issu de l’article de Wikipédia en catalan intitulé « Karrantza » (voir la liste des auteurs).